# Андрєеві
Андрєеві (Andreaeaceae) — родина мохів, яка включає два роди: Andreaea, що містить приблизно 100 видів, та рід Acroschisma, який розглядають синонімом Andreaea. Andreaeaceae віддають перевагу скелястим середовищам існування в діапазоні від тропічного до арктичного клімату, на якому вони утворюють пучкові колонії, як правило, з червонуватими або чорнуватими пагонами. Коробочки не мають перистомного механізму і розриваються поздовжньо, вивільняючи спори. Таксон був названий Якобом Фрідріхом Ерхартом на честь свого друга Й.Г.Р. Андреа.